# João Tiago Texeira
João Tiago Texeira, plus couramment appelé João Texeira, né le 7 mai 1996 à Forbach en France, est un footballeur portugais qui joue au poste de milieu central à l'AS La Jeunesse d'Esch.

## Biographie

### Début en France
Formé au sein du club, la carrière du joueur débute dans l'équipe réserve du FC Metz en 2014, alors en CFA 2.
En 2016, il s'engage avec l'US Sarre-Union, en Alsace, pensionnaire de CFA 2.
Le joueur retourne dans sa région natal en 2017 en signant au Sarreguemines FC.

### Exil en Europe
Pour la première fois de sa carrière, le joueur quitte la France pour rejoindre un autre pays en signant au FC Zimbru Chișinău, en Moldavie.
Après quelques mois dans son ancien club, il rejoint la Roumanie en signant au FC Politehnica Iași.
Après avoir essayé plusieurs pays en Europe, le joueur s'engage en 2019 avec le FK Oleksandria, en Ukraine.
À la suite d'un contrôle positif au dopage en décembre, le club décide de rompre son contrat. Le joueur mettra par la suite sa carrière en pause durant deux ans.
De nouveau apte à pratiquer le football, le joueur rejoint le Luxembourg et signe avec le FC Swift Hesperange.
À l'issue de la saison 2022-2023, il remporte le premier trophée de sa carrière en terminant champion de BGL Ligue.
En 2023, il signe un contrat avec l'AS La Jeunesse d'Esch, en BGL Ligue.

## Palmarès
| FC Swift Hesperange (1) :     |
| ----------------------------- |
| - BGL Ligue - Champion : 2023 |